# Harenkarspel
Harenkarspel es un antiguo municipio neerlandés situado en la provincia de Holanda Septentrional. La principal ciudad del municipio era Tuitjenhorn. El 1 de enero de 2013 el municipio se fusionó con Schagen y Zijpe para formar el nuevo municipio de Schagen.
Tenía una población de 15.922 habitantes (2007) y una superficie de 54,83 km², de los que 9,30 km² eran de agua. 
Es el lugar de nacimiento del astrónomo Gerard Kuiper. 